# José Guerra (futbolista)
José Carlos Guerra (Chiriquí, Panamá, 12 de septiembre de 1994) es un futbolista panameño. Juega como portero y milita actualmente en el Tauro FC de la Liga LPF de Panamá. Es internacional con la Selección de Panamá.

## Trayectoria
Hizo su debut el 1 de noviembre de 2015 con el equipo del Atlético Chiriqui, en un partido de la Liga Panameña de Fútbol.

## Selección nacional
Fue llamado por primera vez para los partidos de la Liga de Naciones de la Concacaf 2019-20 contra la Selección de fútbol de Bermudas, pero no vio minutos.
Volvió a la selección de Panamá, luego del llamado del argentino Américo Gallego, para el partido de la Liga de Naciones de la Concacaf 2019-20 contra la Selección de México el 15 de noviembre de 2019 en el Estadio Azteca.
Hizo su debut el 25 de febrero de 2020 en un partido amistoso fuera de fecha FIFA contra la Selección de fútbol de Nicaragua en el Estadio Nacional de Nicaragua, en un empate a cero.

### Participaciones en Selección Nacional
| Copa                     | Sede     | Resultado      | Partidos |
| ------------------------ | -------- | -------------- | -------- |
| Liga de Naciones 2019-20 | Concacaf | Fase de grupos | 0        |
| Liga de Naciones 2023-24 | Concacaf | Cuarto lugar   | 0        |

## Clubes
- Actualizado al último partido disputado el 3 de diciembre de 2023.

| Club                 | País   | Año             | Partidos | Goles |
| -------------------- | ------ | --------------- | -------- | ----- |
| Atlético Chiriqui    | Panamá | 2014 - 2016     | 2        | 0     |
| Tauro FC             | Panamá | 2016            | 0        | 0     |
| Santa Gema FC        | Panamá | 2016 - 2018     | 45       | 0     |
| CA Independiente     | Panamá | 2018 - 2020     | 30       | 0     |
| CD Universitario     | Panamá | 2021 - 2022     | 37       | 0     |
| Veraguas United FC   | Panamá | 2022            | 14       | 0     |
| San Francisco FC     | Panamá | 2023            | 9        | 0     |
| Sporting SM (cedido) | Panamá | 2023            | 9        | 0     |
| San Francisco FC     | Panamá | 2024 - presente | 0        | 0     |

## Palmarés

### Campeonatos nacionales
| Título          | Club             | País   | Año  |
| --------------- | ---------------- | ------ | ---- |
| Torneo de Copa  | Santa Gema FC    | Panamá | 2017 |
| Torneo Clausura | CA Independiente | Panamá | 2018 |
| Torneo Clausura | CA Independiente | Panamá | 2019 |
| Torneo Clausura | CA Independiente | Panamá | 2020 |